# 인사이드더파크 홈런
인사이드더파크 홈런(영어: inside-the-park home run) 또는 레그 홈런(leg home run) 혹은 쿼들러플(quadruple, 4루타)은 야구장 필드 안으로 타구가 떨어진 상태에서 기록되는 홈런이다. 즉, 타구가 외야 펜스를 넘지 않은 페어 존에 떨어진 후, 그 타구를 야수들이 처리하기 전에 타자가 홈으로 들어오는 경우다. 상대 야수의 플레이 중 실책이 포함되면 인사이드 더 파크 홈런으로 인정되지 않는다. 이는 2008년 8월 3일에 동군과 서군과의 8회초 경기에서 한 번 있었는데 서군의 이용규가 친 것이 안타가 되어서 3루까지 진루했으나 3루수의 실책까지 겹쳐 이용규는 인사이드 더 파크 홈런으로 인정되지는 않았다. 그리고 2011년 6월 17일에 목동야구장에서 넥센 히어로즈와 롯데 자이언츠와의 경기에서 0-7로 뒤진 5회초 롯데의 정훈이 선두타자로 나서 우중간을 가르는 안타를 친 후 베이스를 끝까지 돌아 홈까지 밟았다.
한편 한국 프로 야구에서 가장 많은 인사이드 더 파크 홈런을 기록한 선수는 전 롯데 자이언츠 선수였던 김응국 전 한화 이글스 코치로 통산 3개를 기록했다.

## 대한민국

### 2012시즌
- 2012년 4월 15일 SK 와이번스의 안치용(3점) 상대투수 : 한화 이글스의 유창식 문학야구장
- 2012년 5월 23일 LG 트윈스의 오지환(2점) 상대투수 : 넥센 히어로즈의 김상수 서울종합운동장 야구장

### 2013시즌
- 2013년 4월 27일 NC 다이노스의 노진혁(1점) 상대투수 : 두산 베어스의 김선우 마산 야구장
- 2013년 5월 25일 KIA 타이거즈의 김선빈(1점) 상대투수 : NC 다이노스의 아담 윌크 광주무등경기장 야구장
- 2013년 6월 26일 두산 베어스의 정수빈(1점) 상대투수 : KIA 타이거즈의 임준섭 광주무등경기장 야구장

### 2014시즌
- 2014년 6월 21일 LG 트윈스의 채은성(1점) 상대투수 : 한화 이글스의 윤규진 한밭종합운동장 야구장
- 2014년 8월 8일 롯데 자이언츠의 전준우(2점) 상대투수 : 삼성 라이온즈의 윤성환 대구시민운동장 야구장
- 2014년 10월 9일 NC 다이노스의 에릭 테임즈(1점) 상대투수 : 삼성 라이온즈의 윤성환 대구시민운동장 야구장

### 2015시즌
없음

### 2016시즌
- 2016년 8월 11일 KIA 타이거즈의 김주찬(2점) 상대투수 : 넥센 히어로즈의 스캇 맥그레거 고척스카이돔

### 2017시즌
- 2017년 4월 18일 KIA 타이거즈의 이명기(3점) 상대투수 : KT 위즈의 고영표 수원KT위즈파크
- 2017년 5월 14일 LG 트윈스의 채은성(2점) 상대투수: 한화 이글스의 송창식 서울종합운동장 야구장
- 2017년 6월 18일 LG 트윈스의 손주인(1점) 상대투수: KIA 타이거즈의 손영민 광주기아챔피언스필드
- 2017년 7월 27일 롯데 자이언츠의 전준우(1점) 상대투수: 한화 이글스의 안영명 사직야구장

### 2018시즌
- 2018년 5월 1일 두산 베어스의 정진호(1점) 상대투수: KT 위즈의 피어밴드 서울종합운동장 야구장

### 2021년시즌
- 2021년 8월 22일 LG 트윈스의 홍창기(1점) 상대투수:NC 다이노스의 이재학 창원NC파크

### 2023년 시즌
- 2023년 6월 18일 LG 트윈스 2회말 오스틴 딘 (2점) 잠실야구장
- 2023년 8월 26일 SSG 랜더스 8회초 하재훈 잠실야구장

### 내용주
1. ↑  그라운드 홈런은 일종의 콩글리시이며, 러닝 홈런은 재플리시다.

### 참조주
1. ↑  동군vs서군 경기
2. ↑  정훈, 통산 70번째 인사이드 더 파크 홈런!